# Kathleen Pisman
Kathleen Pisman (Gent, 15 september 1962) is een Belgisch politica voor Groen.

## Biografie
Pisman volgde een opleiding tot kleuteronderwijzeres en behaalde ook een diploma in maatschappelijk werk. Daarnaast werd ze Master in Arts of European Education, behaalde ze in 2020 een postgraduaat in de Nederlandse didactiek voor anderstaligen en volgde ze een opleiding als erkend bemiddelaar.
Beroepshalve doorliep Pisman een loopbaan in het basisonderwijs, achtereenvolgens als lerares, nascholer, pedagogisch begeleider en van 2020 tot 2022 als onderwijsinspecteur. Ook woonde ze met haar gezin drie jaar in Noorwegen.
Op politiek gebied engageerde Pisman zich voor de partij Groen. Voor deze partij was ze vanaf januari 2001 gemeenteraadslid in Evergem, waar ze tevens fractievoorzitter voor Groen werd. Pisman bleef gemeenteraadslid tot aan de verkiezingen van oktober 2024, waarbij ze niet meer kandideerde.
Ze stelde zich eveneens kandidaat bij verschillende parlementsverkiezingen. Bij de federale verkiezingen van mei 2019 stond ze als eerste opvolger op de Kamerlijst van Groen voor de kieskring Oost-Vlaanderen. In mei 2022 legde Pisman effectief de eed af als lid van de Kamer van volksvertegenwoordigers, nadat haar partijgenote Evita Willaert ontslag had genomen om schepen van Gent te worden. Ze zetelde tot aan de federale verkiezingen van juni 2024 en stond toen als laatste opvolger op de Oost-Vlaamse Groen-lijst.